# Neolectales
Neolectales är en ordning av svampar. Neolectales ingår i klassen Neolectomycetes, divisionen sporsäcksvampar och riket svampar.
| Neolectales | \| \| Neolectaceae \| \| \| \| |
|             | \| \| Neolectaceae \| \| \| \| |
|             | Neolectaceae                   |
|             |                                |

|  | Neolectaceae |
|  |              |

## Källor

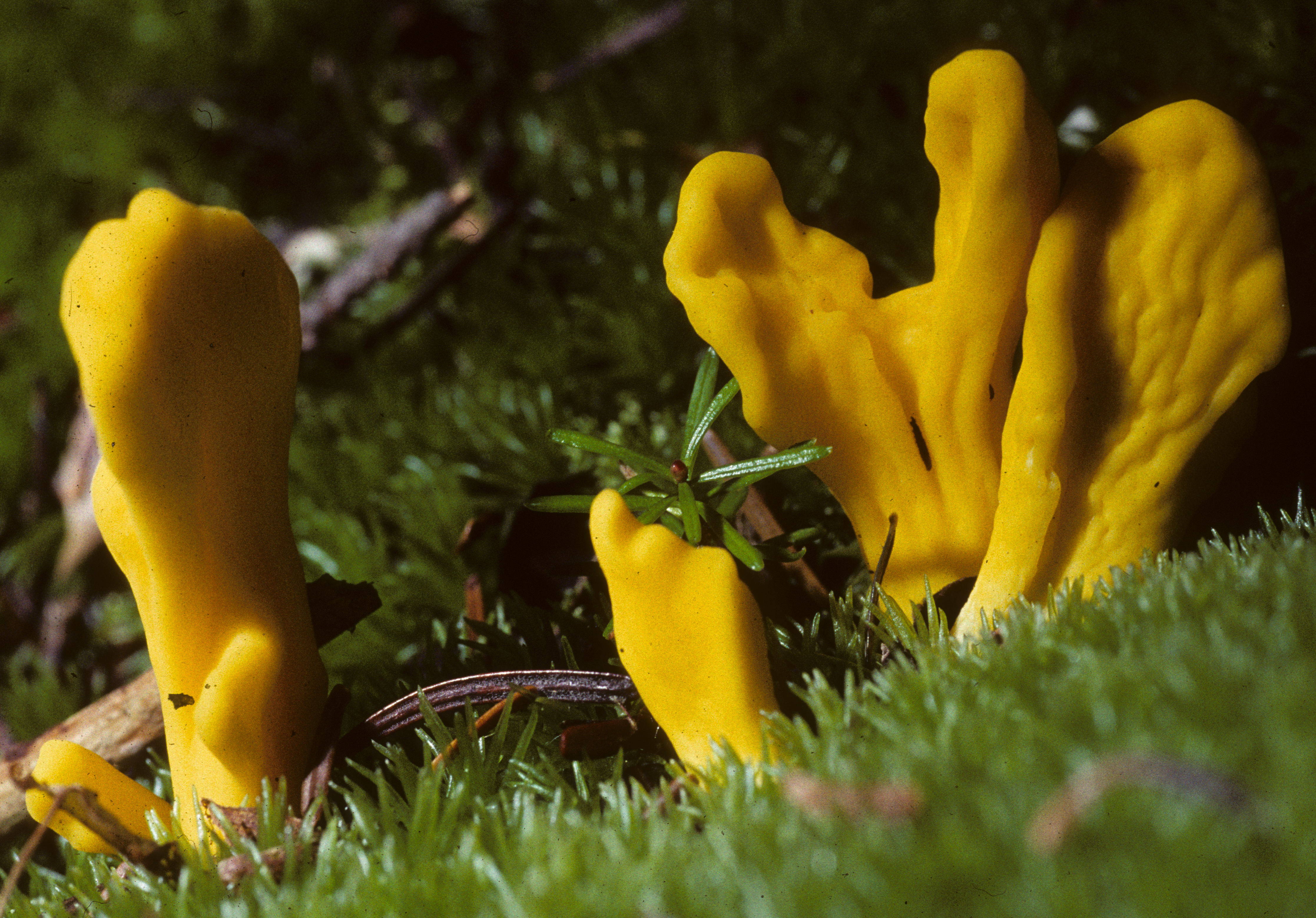